# Galotxetes
Les galotxes són una modalitat de la Pilota valenciana jugada en una pista menuda i amb una pilota grossa.

## Història
Les pistes per a aquesta modalitat de pilota, adés habitual a tot el Vinalopó Mitjà, només es troben avui en dia al Centro Deportivo de Monòver i la Romana, sent aquesta última descoberta, i, per tant, depén de les inclemències de l'oratge. Això feia pensar en un origen autòcton, però la rehabilitació del 2006 al Trinquet de l'Abdet, del 1772, amb unes sorprenents semblances, duu a pensar que, de fet, abans la Pilota grossa tindria una major extensió.
Al Pinós es juga a Llonges, modalitat semblant i amb lleugeres variacions en les normes anomenada pel recinte on es juga, que és de dimensions més amples que les Galotxes.

## Instal·lació de joc
La pista de joc, del mateix nom, és un recinte tancat de forma rectangular, d'uns tres metres i mig d'ample per vint de llarg. A la meitat hi ha una xarxa destensada d'un metre d'altura als extrems i una noranta centímetres al centre. A la banda dreta de la xarxa, en el camp del rest, hi ha un caixó per treure en les partides de parelles. A més, en cada frontó hi ha un tamborí (un bisell d'uns 45° d'inclinació) que permet alçar pilotes mortes i rebots ràpids i espectaculars.
Un element diferenciador de les galotxes són els caixonets una mena de portes obertes en totes quatre cantonades. Permeten la comunicació de les diverses pistes i són, alhora, un raconet on enviar la pilota per a aconseguir el quinze.

## Regles

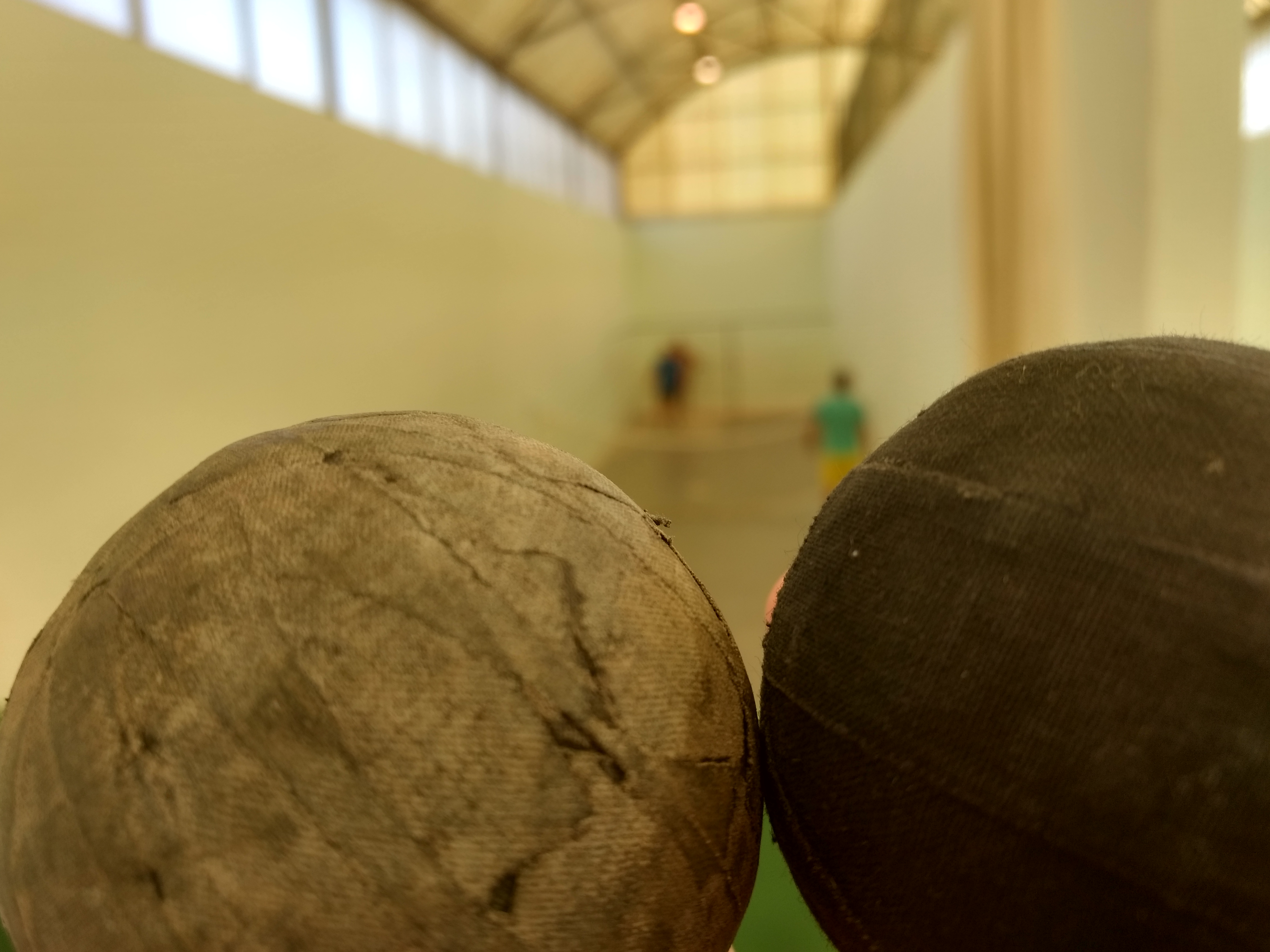
Pilota gastada i nova de Galotxes. Al fons, una pista de Llonges.

S'hi pot jugar mà a mà o en equips de dos contra dos. L'única diferència és la treta. En les partides individuals s'ha de botar la pilota en un cercle pintat a terra al fons esquerre del dau, mentre que en les partides per parelles, es bota la pilota al caixó del rest per llençar-la en un rectangle arrimat a la paret esquerra del dau.
La manera de contar és la mateixa que en la resta de modalitats (un joc dividit en quatre quinzes: 15, 30, val i joc), cada joc és un punt, i guanya qui arriba abans als 12 punts.
Els quinzes s'aconsegueixen en ser el rival incapaç d'enviar la pilota al camp contrari per dalt corda amb la mà, i amb un bot com a màxim (els tamborins compten com a aire). Els caixonets són racons des d'on és molt difícil tornar la pilota. Si la pilota toca la xarxa es perd el quinze.

## Pilota
Les pilotes de les galotxes són diferents de totes les altres de la pilota valenciana, i, molt sovint, fetes manualment pels mateixos jugadors. Són farcides amb llana, fil i cinta de carrosser, d'un pes aproximat de 60 grams i d'uns 7 cm de diàmetre. El bot és escàs o nul.